# Кьонигсбергски дворец
Вижте пояснителната страница за други значения на Кьонигсберг.
Кьонигсбергският замък (на немски: Königsberger Schloß) е резиденцията на Тевтонския орден в Кьонигсберг, днешен Калининград.

## История
Издигнат в 1255 г. от бохемския крал Пржемисл Отокар II и просъществувал до 1968 г. До 1945 г. зад неговите стени се помещават разни управленски и обществени учреждения на Кьонигсберг и Източна Прусия, както и музейни експозиции и зали за тържествени събрания. Името на замъка дава името на града, който възниква около неговите стени.
Заедно с Кьонигсбергската катедрала е един от двата символа и най-важни забележителности на града, а заедно с Бранденбургската врата – един от трите символа на Прусия.
Предвидената реконструкция на центъра на Калининград от 2009 г. предвижда възстановяването на Кьонигсбергския замък, подобно на Кьонигсбергската катедрала.

## Исторически събития
На 18 януари 1701 г. в църквата се извършва коронацията на първия пруски крал, въпреки че столица на държавата става Берлин. В същата кирха на замъка се извършва в 1861 г. и коронацията на бъдещия първи германски император Вилхелм I, която инак се осъществява във Версай с успешния за Прусия край на френско-пруската война.